# Arlindo da Cunha
Arlindo Marques da Cunha GOIH • GCME (Tábua, São João da Boa Vista, 15 de novembro de 1950) é um economista, professor da Universidade Católica (Porto) e político português.

## Biografia
É descendente dos Senhores de Tábua de juro e herdade.
Depois de se licenciar em Economia, pela Faculdade de Economia da Universidade do Porto, obteve em seguida uma bolsa que o levou a frequentar a Universidade de Reading, no Reino Unido; aqui completou, sucessivamente, um mestrado em Economia Agrária e um doutoramento em Economia e Política Agroalimentar.
Arlindo Cunha iniciou a sua carreira profissional como técnico da Comissão de Coordenação e Desenvolvimento Regional do Norte (CCDR-N), em 1986. Paralelamente, leccionou na Faculdade de Ciências Económicas e Empresariais da Universidade Católica Portuguesa, onde é hoje professor associado convidado. Foi igualmente colaborador da Faculdade de Direito da Universidade de Coimbra.
Militante do Partido Social Democrata, foi Secretário de Estado da Agricultura (1986-1990) e (1990-1994) Ministro da Agricultura, Pescas e Alimentação, sob a chefia de Aníbal Cavaco Silva. Foi sob o seu exercício que o Conselho de Ministros da Agricultura da União Europeia aprovou a reforma da Política Agrícola Comum, em 1992. Foi deputado ao Parlamento Europeu, entre 1994 e 2003, exercendo funções como vice-presidente da Comissão Parlamentar da Agricultura. Em 2004 voltou a ter uma experiência efémera como governante, ao ser nomeado Ministro das Cidades, Ordenamento do Território e Ambiente (2004), era Primeiro-Ministro Durão Barroso.
Entre os restantes cargos que exerceu, foi presidente da Comissão de Coordenação e Desenvolvimento Regional do Norte, entre 2003 e 2004, e hoje preside ao Conselho de Administração da Sociedade de Reabilitação Urbana Porto Vivo e ao Conselho de Administração da Fundação Hispano-Portuguesa Rei Afonso Henriques. É membro do Conselho Geral da Câmara de Agricultura do Norte e do Conselho Consultivo do Instituto dos Vinhos do Douro e do Porto.
É viticultor na Região Demarcada do Dão.

## Condecorações
- A 9 de junho de 2015, Grã-Cruz da Ordem do Mérito Empresarial Classe Agrícola;
- A 9 de junho de 2006, Grande-Oficial da Ordem do Infante D. Henrique[2]

## Funções governamentais exercidas
- XI Governo Constitucional
  - Ministro da Agricultura, Pescas e Alimentação
- XV Governo Constitucional
  - Ministro das Cidades, Ordenamento do Território e Ambiente